# Grzegorz Artman
Grzegorz Artman (ur. 5 kwietnia 1971 w Pruszkowie) – polski aktor teatralny i filmowy, z wykształcenia lalkarz. Absolwent Wydziału Sztuki Lalkarskiej w Białymstoku, filii Akademii Teatralnej w Warszawie (1997).

## Teatr
W teatrze zadebiutował 14 kwietnia 1996 r. w spektaklu Głup autorstwa Piotra Tomaszuka i w jego reżyserii na deskach Teatru Towarzystwa „Wierszalin” w Białymstoku. W teatrze tym pracował w latach 1996-1998, potem do 2000 r. bez etatu. W 1997 r. wraz z zespołem otrzymał III nagrodę na XVIII OFTL.
W latach 2000-2003 był aktorem Wrocławskiego Teatru Współczesnego im. Wiercińskiego, potem przez rok – Teatru im. Siemaszkowej w Rzeszowie.
W roku 2006 wraz z członkami Stowarzyszenia Teatralno-Filmowego „Hotel pod Aniołem” postanowił założyć w Kielcach Teatr Magellana, stanowiący alternatywę dla istniejącego już w tym mieście Teatru im. Stefana Żeromskiego. Ostatecznie jednak przedsięwzięcie nie zostało zrealizowane z powodu braku zgody Federacji Stowarzyszeń Kulturotwórczych.

### Spektakle teatralne

#### Towarzystwo Wierszalin – Teatr Supraśl
- 1996 – Głup (reż. Piotr Tomaszuk)
- 1997 – Prawiek i inne czasy jako Izydor (reż. Sebastian Majewski)
- 1998 – Pasja Zabłudowska – Głup jako ksiądz (reż. P. Tomaszuk)

#### Wrocławski Teatr Współczesny im. Wiercińskiego
- 2001 – Historia Jakuba jako Anioł Snu Jakubowego (reż. Piotr Cieplak)
- 2001 – Romeo i Julia jako Tybalt (reż. Rimas Tuminas)
- 2001 – Hotel „Pod Aniołem” jako Anioł (reż. P. Cieplak)
- 2002 – Miłość do trzech pomarańczy jako Truffaldino (reż. Iwona Kempa)
- 2002 – Sonata Belzebuba jako Hieronim, baron Sakalyi (reż. Paweł Szkotak)

#### Inne teatry
Teatr Montownia Warszawa
- 1999 – Historia o raju utraconym... (spektakl plenerowy; reż. P. Cieplak)
- 2003 – Historia o narodzeniu Jezusa na Dworcu Centralnym (reż. P. Cieplak)

Teatr im. Siemaszkowej, Rzeszów
- 2003 – Panna Julia jako Jean (reż. Piotr Łazarkiewicz)

Stowarzyszenie Hotel Pod Aniołem, Warszawa
- 2004 – Hotel pod Aniołem (reż. P. Cieplak)

Teatr Miejski im. Gombrowicza, Gdynia
- 2005 – Panna Julia jako Jean – gościnnie (reż. P. Łazarkiewicz)

Teatr im. Żeromskiego, Kielce
- 2005 – Hundebar Tarik (reż. Piotr Szczerski)

#### Teatr Telewizji
- 1998 – Prawiek i inne czasy jako Ukleja (reż. P. Tomaszuk)

## Filmografia
Na dużym ekranie po raz pierwszy pojawił się w 2001 r., kreując jedną z głównych ról w filmie blok.pl Marka Bukowskiego. W tym samym roku zagrał także niewielką rolę w filmie Wiedźmin, z którego rok później powstał serial telewizyjny.

### Filmy pełnometrażowe
- 2001 – Blok.pl jako Marek, mąż Ewy (reż. M. Bukowski)
- 2001 – Wiedźmin (reż. Marek Brodzki)
- 2002 – Wolny przejazd (tyt. oryg. Libre circulation) jako Kubiak (reż. Jean-Marc Moutout)
- 2002 – Pianista (reż. Roman Polański)
- 2006 – Dzisiaj jest piątek jako Mateusz (reż. Paweł Narożnik)
- 2007 – Nadzieja (tyt. oryg. Hope) jako Michał Ratay, brat Franciszka (reż. Stanisław Mucha)

### Seriale
- 2002 – Na dobre i na złe jako Michał, brat piosenkarki Niki (której rolę odegrała Edyta Górniak; reż. Maciej Dejczer)
- 2002 – Wiedźmin (reż. M. Brodzki)
- 2007 – Ekipa jako kapitan Nowak, oficer ABW (reż. Magdalena Łazarkiewicz)
- 2008 – Pitbull jako narkoman Darek (odc. 24-26)
- 2008 – Glina jako Bogdan Dyduch (odc. 21 i 22)
- 2011 – Czas honoru jako polski złotnik (odc. 46)
- 2013 – Głęboka woda jako Janusz (odc. 20)

### Etiudy
- 2003 – Anaesthesia
- 2006 – Lena

## Życie prywatne
- Żonaty z aktorką Joanną Kasperek-Artman. Mają dwóch synów Ignacego i Stanisława[3].

## Ciekawostki
- Ma 182 cm wzrostu.
- Jest karateką.
- W spektaklu Historia o narodzeniu Jezusa na Dworcu Centralnym jego półroczny wówczas syn Ignacy wystąpił jako dzieciątko Jezus[3].